# Nihotupu Tramline
| Rainforest Express an der Haltestelle auf Quinn’s Viaduct |                                  |                                                 |                                                 |
| Streckenverlauf |                                  |                                                 |                                                 |
| Streckenlänge: | 6,5 km                           |                                                 |                                                 |
| Spurweite: | Ursprünglich 762 mm Heute 610 mm |                                                 |                                                 |
| |                                  |                                                 |                                                 |
| \| \| 0,0 km \| Jacobsons’ Depot \| Jacobsons’ Depot \| \| \| \| Greenwoods Corner \| \| \| \| \| Tunnel Nr. 29 (559 m) \| \| \| \| \| Quinn’s Viaduct \| \| \| \| \| House Tunnel (162 m) \| \| \| \| \| Zweigstrecke \| \| \| \| \| Seaver Camp \| \| \| \| 6,5 km \| Basis des Staudamms am Upper Nihotupu Reservoir[1] \| Basis des Staudamms am Upper Nihotupu Reservoir[1] \| |                                  |                                                 |                                                 |
| Betriebs-/Güterbahnhof Streckenanfang | 0,0 km                           | Jacobsons’ Depot                                | Jacobsons’ Depot                                |
| Strecke |                                  | Greenwoods Corner                               | Greenwoods Corner                               |
| Tunnel |                                  | Tunnel Nr. 29 (559 m)                           | Tunnel Nr. 29 (559 m)                           |
| Brücke über Wasserlauf |                                  | Quinn’s Viaduct                                 | Quinn’s Viaduct                                 |
| Tunnel |                                  | House Tunnel (162 m)                            | House Tunnel (162 m)                            |
| Abzweig geradeaus und von links |                                  | Zweigstrecke                                    | Zweigstrecke                                    |
| Dienststation / Betriebs- oder Güterbahnhof |                                  | Seaver Camp                                     | Seaver Camp                                     |
| | 6,5 km                           | Basis des Staudamms am Upper Nihotupu Reservoir | Basis des Staudamms am Upper Nihotupu Reservoir |

Die Nihotupu Tramline ist eine 6,5 Kilometer lange Feldbahn bei Nihotupu in den Waitākere Ranges südwestlich von Auckland in Neuseeland, die seit 1907 zum Bau und zur Wartung des Staudamms und des Wasserrohres am Upper Nihotupu Reservoir eingesetzt wurde und bis 24. November 2014 als Rainforest Express auch Ausflugsfahrten für Touristen anbot, was aufgrund einer Risikobewertung nicht mehr möglich ist.

## Lage
Die Schmalspurbahn mit einer ursprünglichen Spurweite von 2 Fuß 6 Zoll (760 mm), die später auf 2 Fuß (610 mm) umgespurt wurde, verläuft von Jacobson's Depot bis zum Seaver Camp am Staudamm des Upper Nihotupu Reservoir. Die Strecke führt durch 10 Tunnel und über 9 Brücken.

## Schienenfahrzeuge
Eine der Lokomotiven ist eine 3 Tonnen schwere Diesel-hydraulische Lokomotive mit einem 40 PS starken Isuzu-Dieselmotor und einer Höchstgeschwindigkeit von etwa 14 km/h. Sie hat an beiden Enden geschlossene Kabinen mit Schiebetüren für den Fahrer.

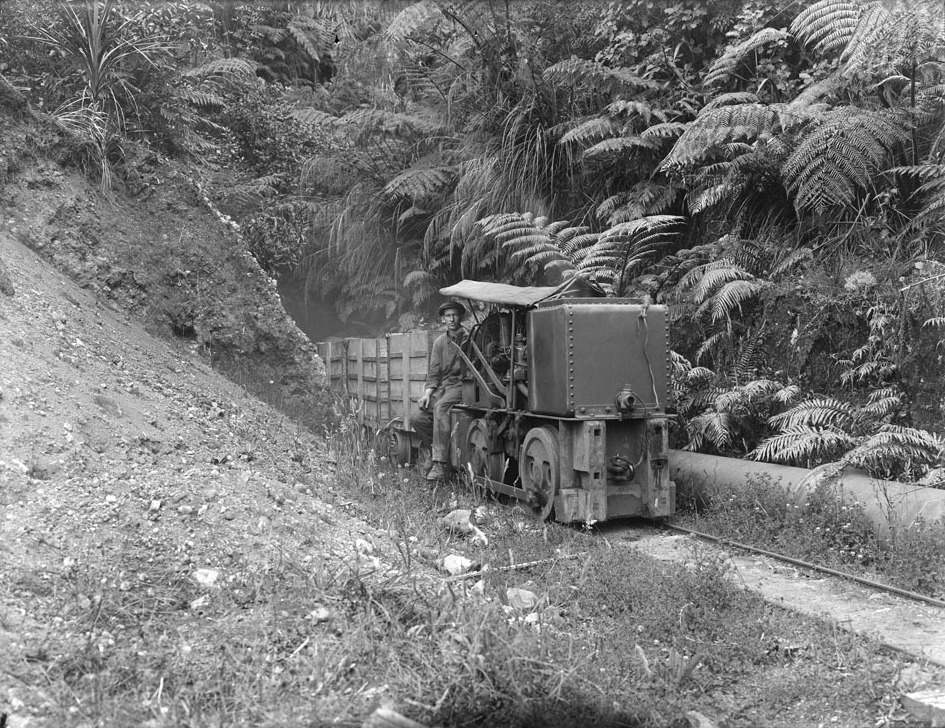
Nihotupu Tramline, 1923
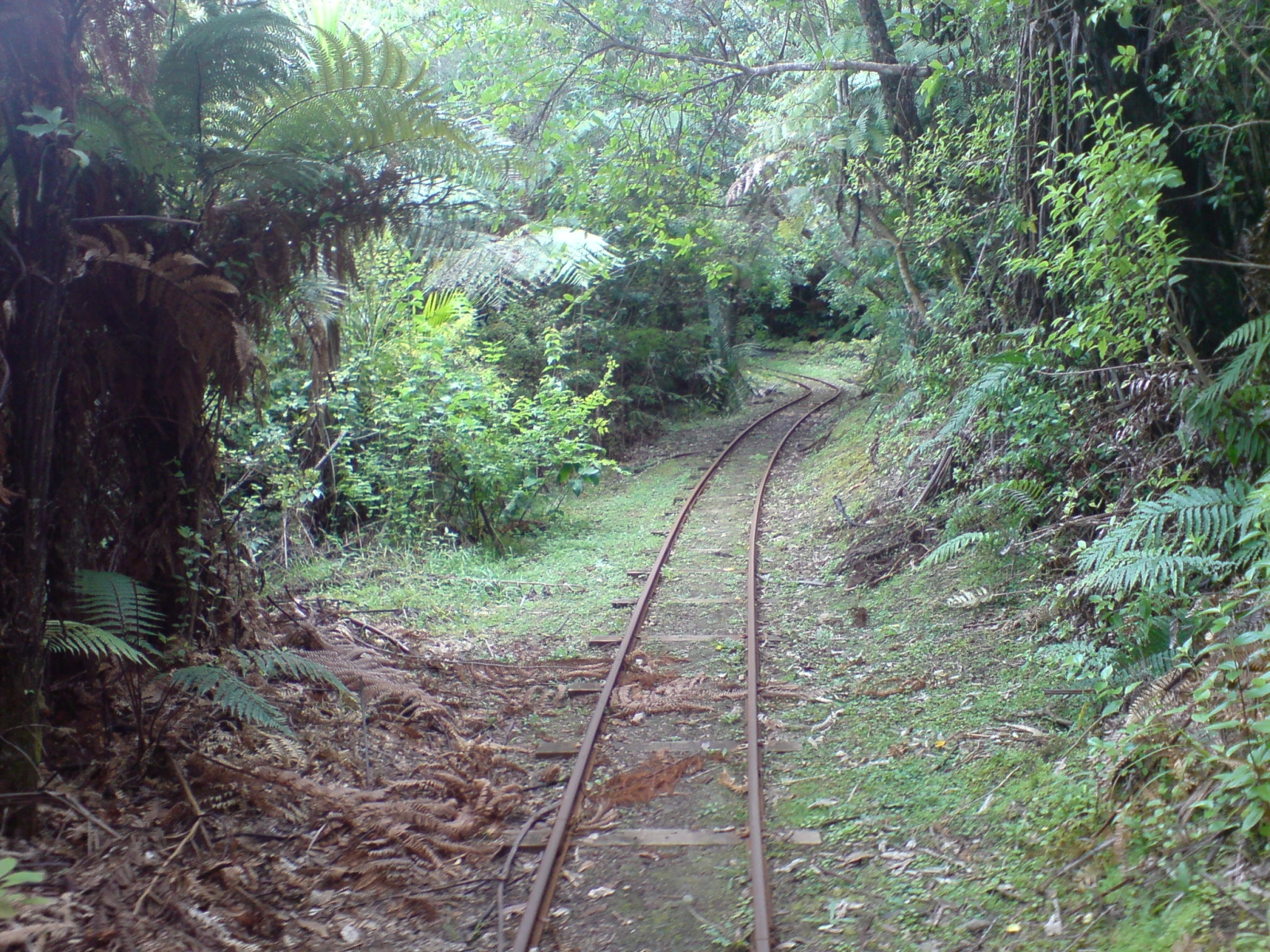
Nihotupu Tramline in den Waitākere Ranges
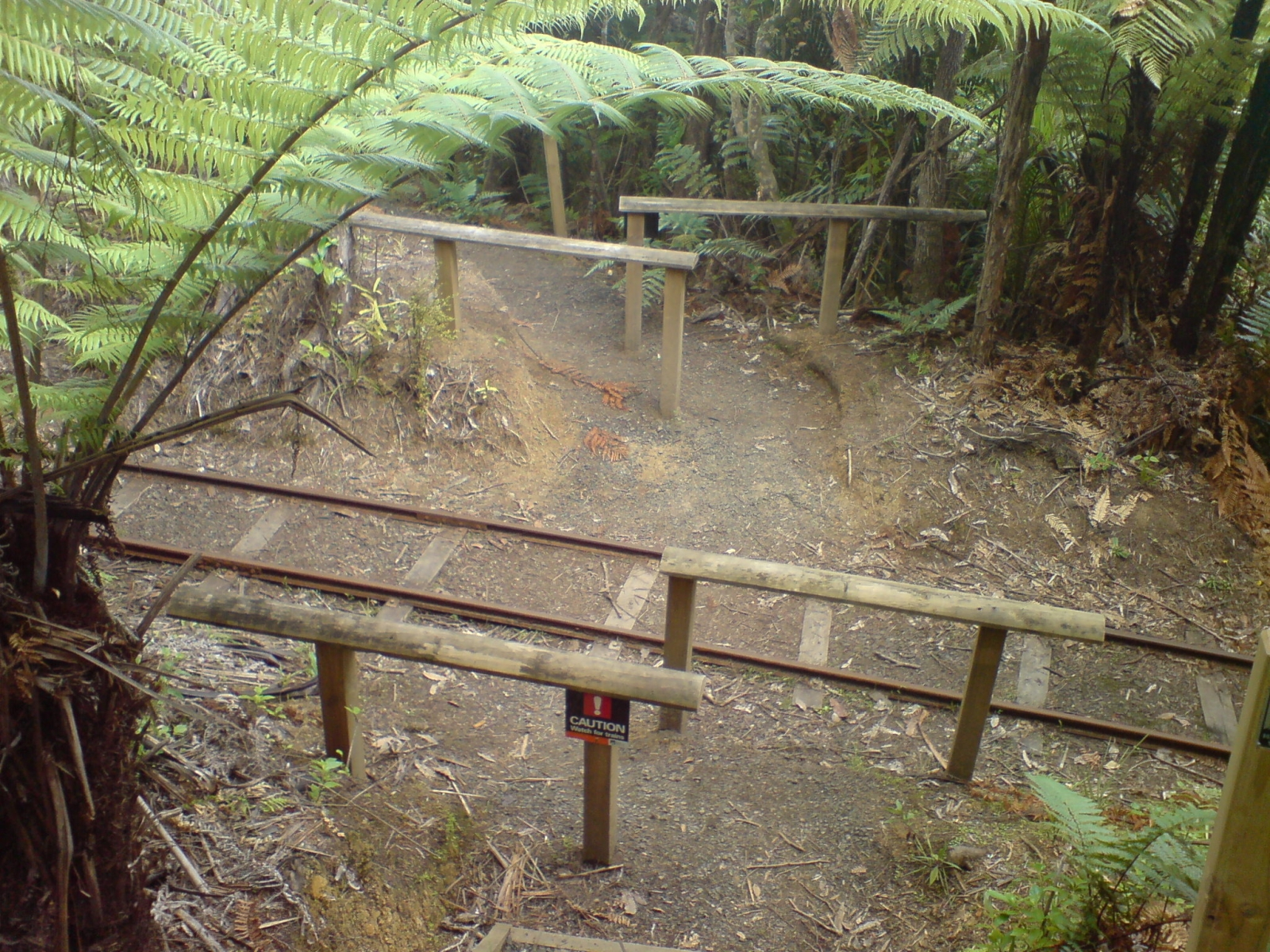
Bahnübergang
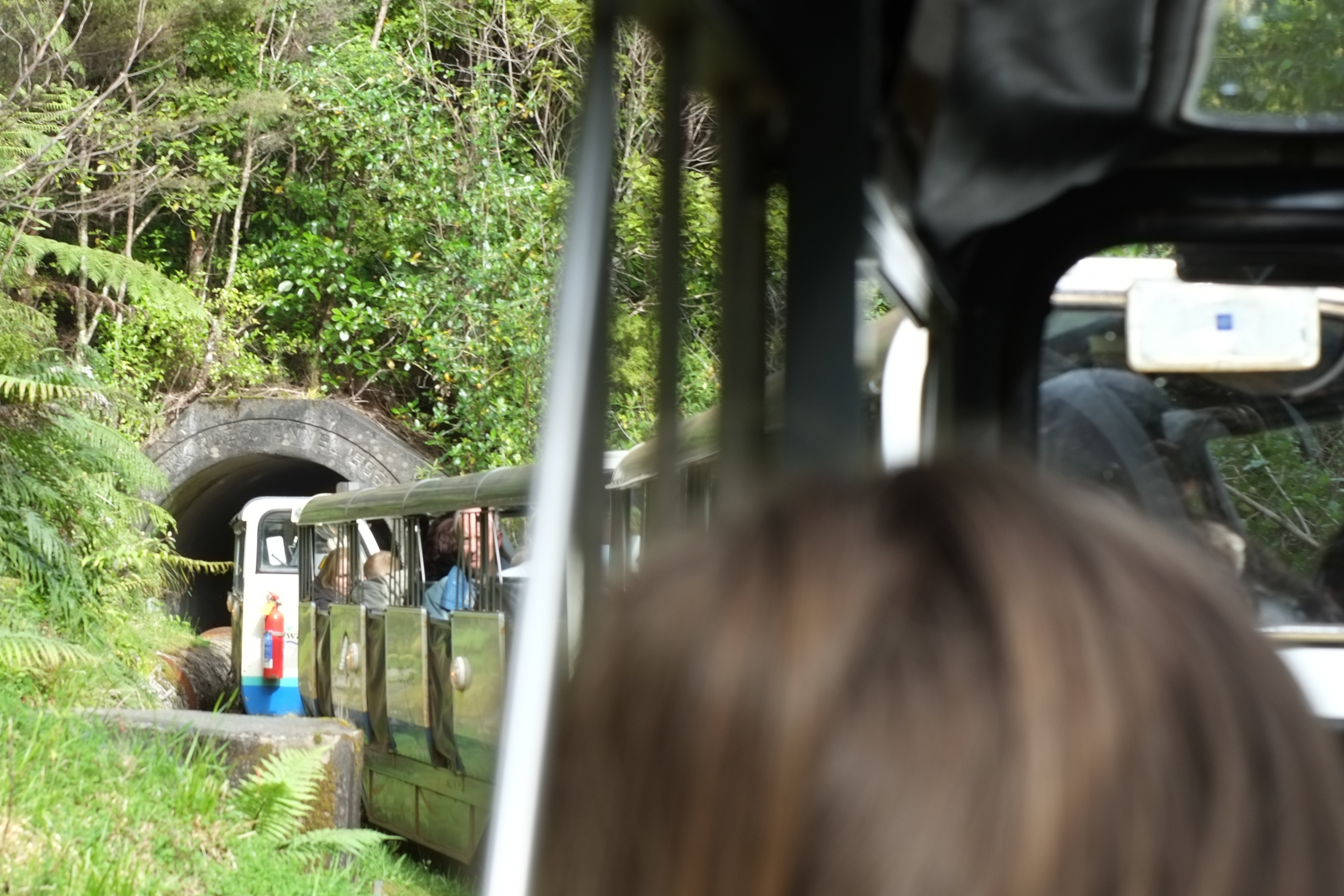
Portal des Wasserrohrtunnels
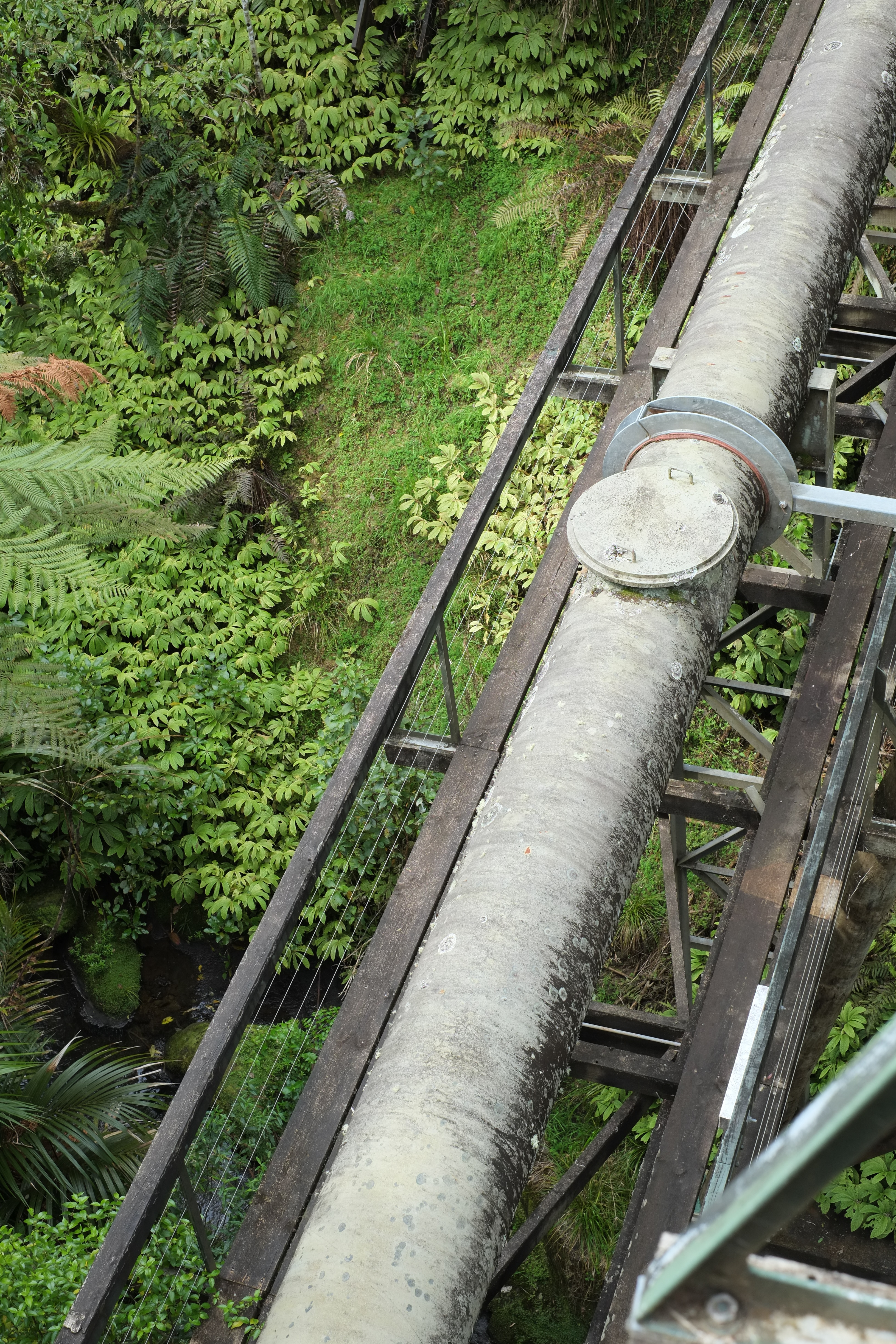
Wasserrohr entlang Quinn’s Viaduct